# Blake Bailey
John Blake Bailey (geboren 1. Juli 1963 in Oklahoma City) ist ein US-amerikanischer Schriftsteller und Biograf. 

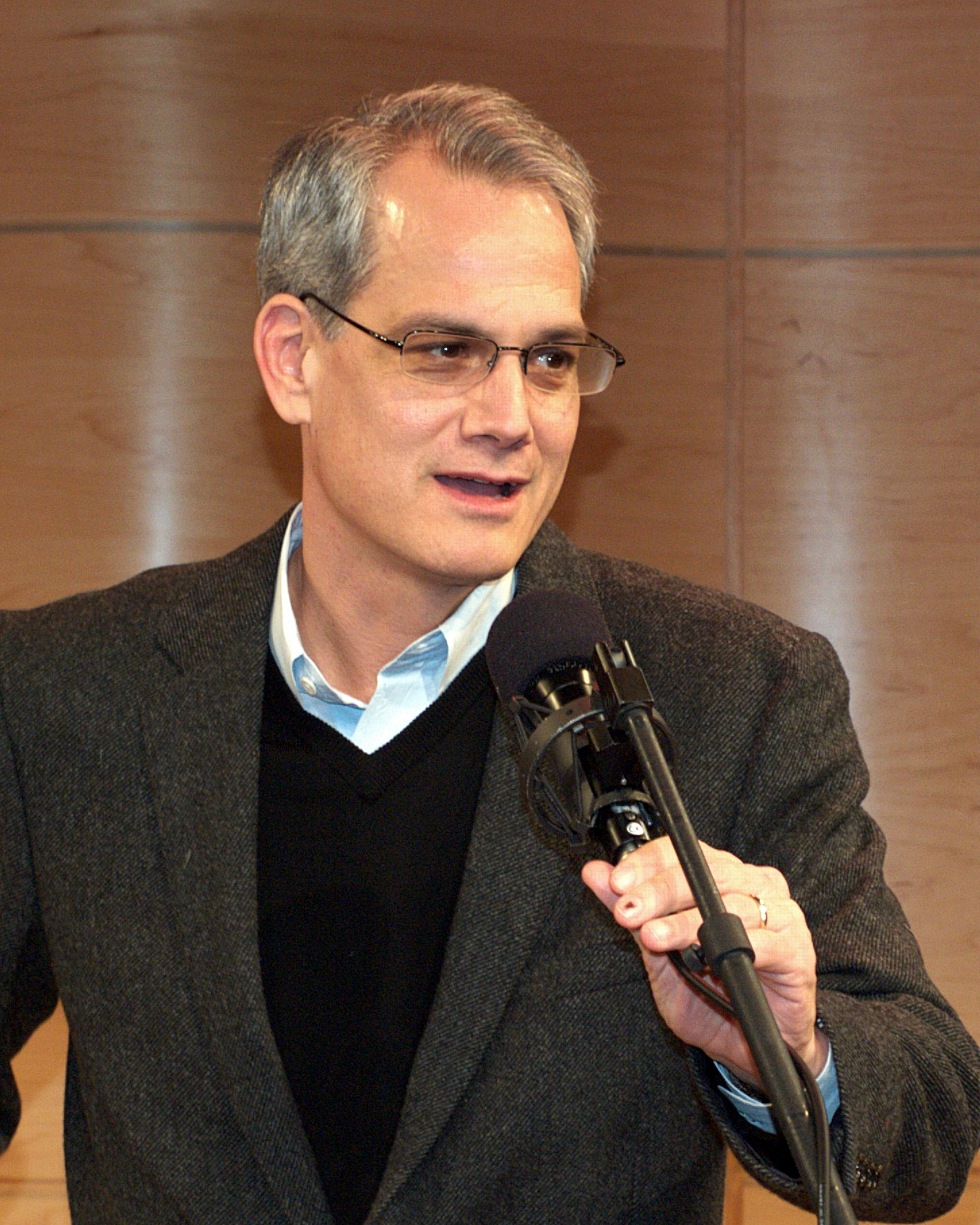
Blake Bailey (2011)

## Leben
Blake Bailey besuchte die Bishop McGuinness Catholic High School in Oklahoma, wo der spätere Pulitzer-Preisträger Dan Fagin sein Mitschüler war. Er studierte an der Tulane University und machte 1985 den B.A. Bailey war von 2010 bis 2016 Professor für Kreatives Schreiben an der Old Dominion University in Norfolk, Virginia.
Bailey hat (Stand 2021) vier Biografien der amerikanischen Schriftsteller Richard Yates, John Cheever, Charles Jackson und Philip Roth verfasst. Das Buch über Cheever erhielt 2009 den National Book Critics Circle Award für Biografie und 2010 den Francis Parkman Prize für Geschichte. Er gab außerdem zwei Bände mit Werken von John Cheever heraus und einen mit Erzählungen von Charles Jackson. Sein autobiografisches Buch The Splendid Things We Planned war 2014 Finalist beim National Book Critics Circle Award.  
Gegen Bailey wurde 2021 der Vorwurf sexueller Belästigung erhoben, was sich auch auf das Verlagsgeschäft seiner Philip-Roth-Biografie auswirkte. Sein Verlag stoppte die Auslieferung seiner Biografie.

## Werke (Auswahl)
- The 60s! New York : Mallard Press, 1992
- A Tragic Honesty: The Life and Work of Richard Yates. London : Methuen, 2004 ISBN 0-413-77432-5
- Cheever: a life. Knopf, New York 2009, ISBN 978-1-4000-4394-1
- Farther and Wilder: The Lost Weekends and Literary Dreams of Charles Jackson. New York: Alfred A. Knopf, 2013 ISBN 978-0-307-27358-1
- The Splendid Things We Planned: A Family Portrait. New York: W. W. Norton & Company, 2014 ISBN 978-0-393-23957-7
- Philip Roth: the biography. New York, N.Y: W. W. Norton & Company, 2021, ISBN 978-0-393-24072-6
  - Philip Roth. Übersetzung Dirk van Gunsteren, Thomas Gunkel. Hanser, 2023, ISBN 978-3-446-27612-3
- Canceled lives : my father, my scandal, and me, New York : Skyhorse Publishing, 2025. ISBN 978-1-5107-8331-7